# Psychotria pachyphylla
Psychotria pachyphylla är en måreväxtart som först beskrevs av George King och James Sykes Gamble, och fick sitt nu gällande namn av Henry Nicholas Ridley. Psychotria pachyphylla ingår i släktet Psychotria och familjen måreväxter. Inga underarter finns listade i Catalogue of Life.